# Craig Goldy
Craig Goldy (San Diego, California, 6 de noviembre de 1961) es un guitarrista de heavy metal, reconocido por haber sido el último guitarrista de la banda Dio hasta la muerte de su líder Ronnie James Dio. También ha grabado álbumes con la banda Giuffria y en calidad de solista.

## Carrera
Inicialmente se dio a conocer por medio de la banda de AOR Giuffria. También participó en las primeras versiones de la banda Rough Cutt, que Ronnie James Dio apadrinaba en ese entonces. Fue llamado a participar del disco Hear n' Aid, proyecto emprendido por el mencionado Dio, en la canción Stars, donde compartía estudio junto a reconocidos guitarristas del momento como Adrian Smith y Dave Murray de Iron Maiden, Yngwie Malmsteen, Vivian Campbell, Brad Gillis, entre otros.
Su guitarra preferida es la Gibson Les Paul Black Beauty.

## Discografía

### Solista
- Insufficient Therapy (1993)
- Better Late Than Never (1995)

### Con Giuffria
- Giuffria (1985)

### Con Dio
- Dream Evil (1987)
- Magica (2000)
- Master of the Moon (2004)

### Con Craig Goldy's Ritual
- Hidden In Plain Sight (1991)

- Con Dream CHild -
Until death do we meet again (2018)